# قنفذية أرجوانية
القنفذية الأرجوانية (الاسم العلمي: Echinacea purpurea) نوع نباتي يتبع جنس القنفذية من الفصيلة النجمية.

## البيئة والانتشار
تنتشر في النصف الشرقي للولايات المتحدة وكندا.

## معرض صور

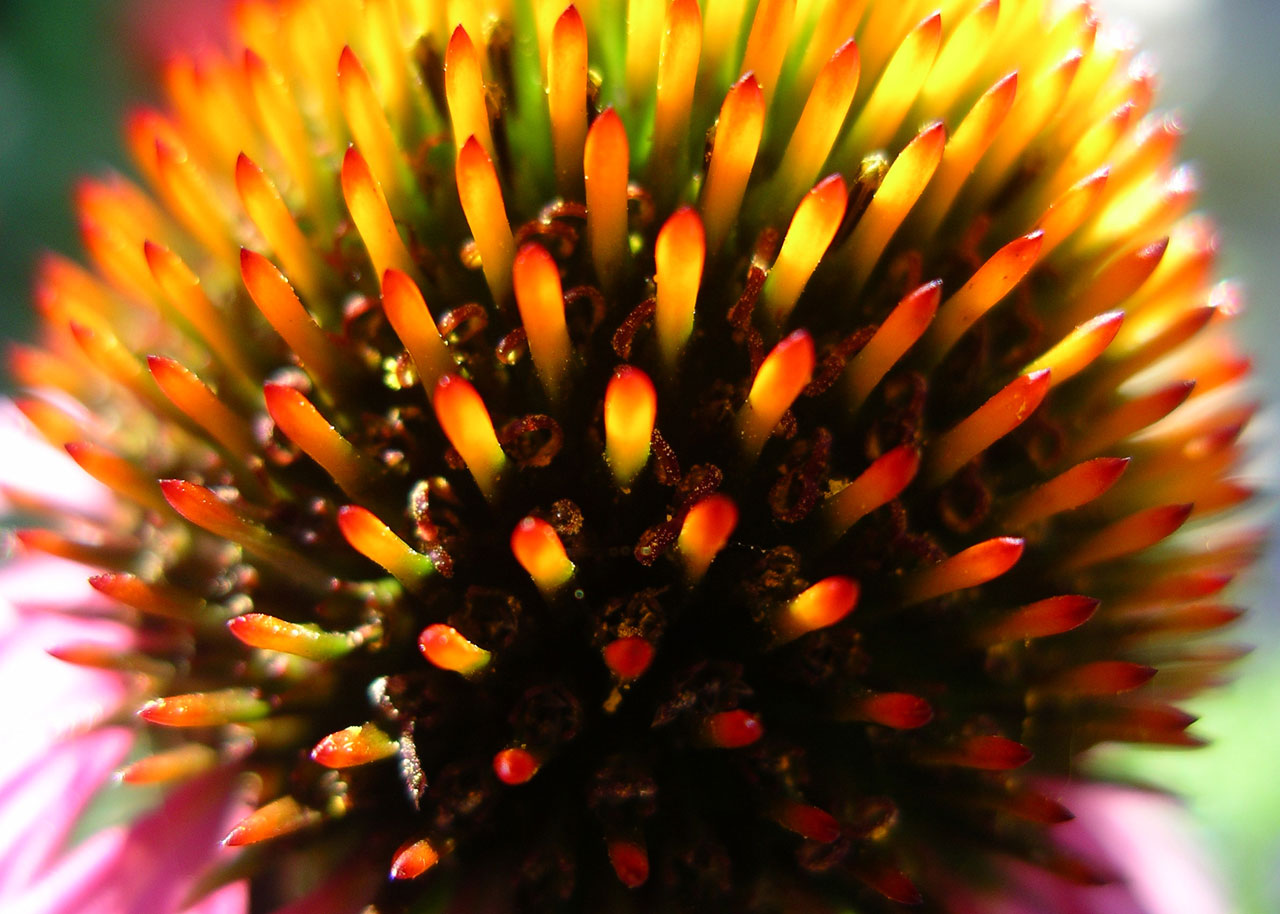
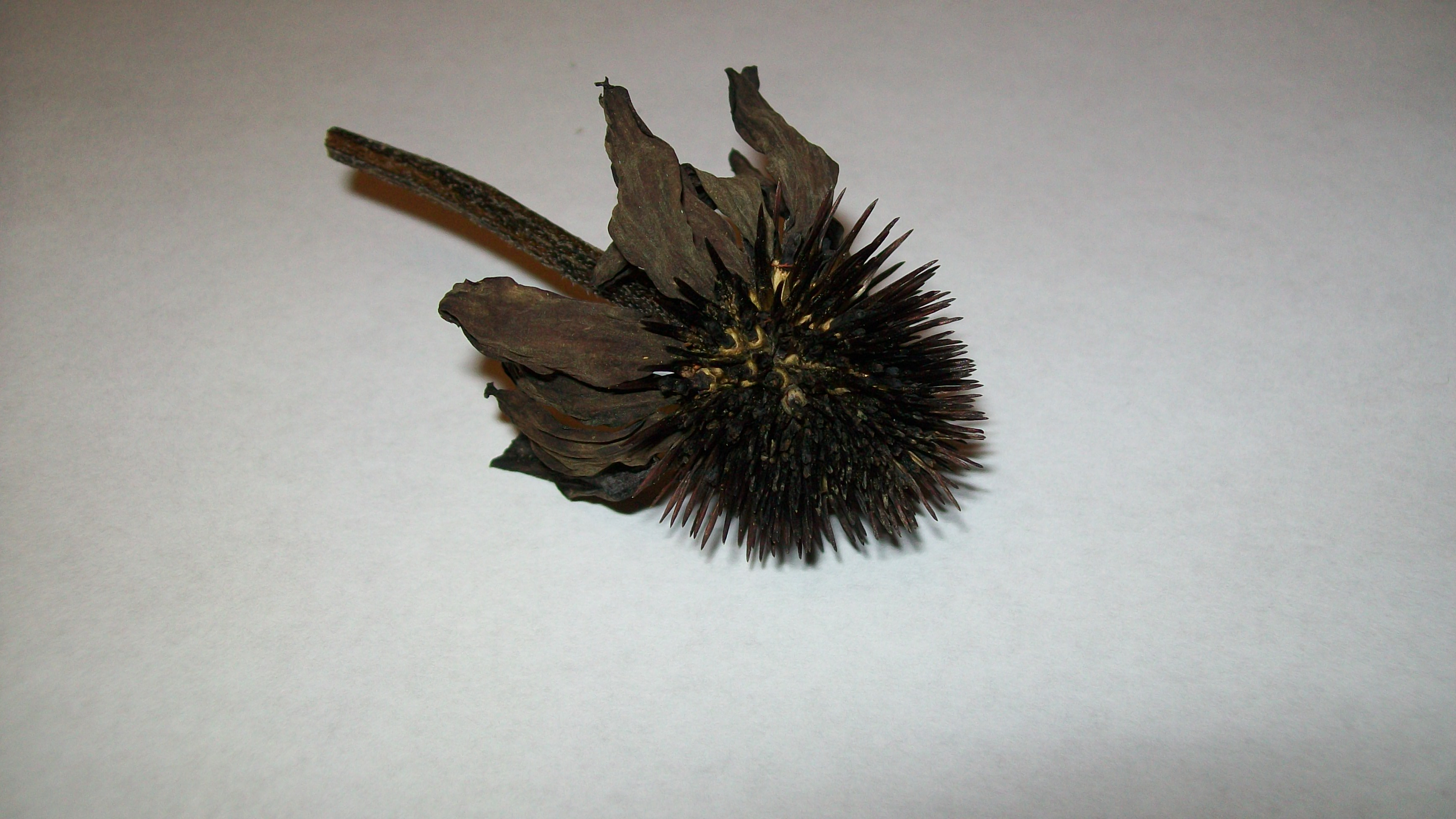
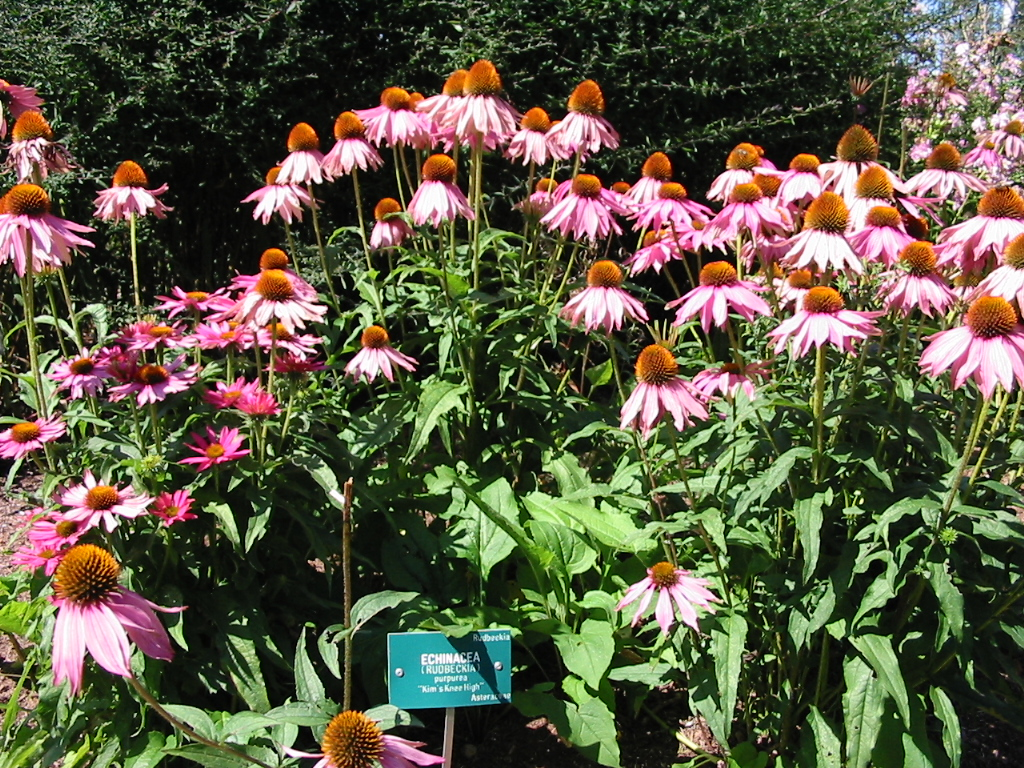